# Piussogno
Piussogno (Piusùgn o più anticamente Cesogn in dialetto cercinese) è una frazione di Cercino in provincia di Sondrio, distante 0,86 km dal centro storico del comune di appartenenza.

## Storia
La frazione di Piussogno viene citata per la prima volta in un documento del 1192 quando viene indicata nella forma latina di Bianzonum, e viene citata anche nel 1589 negli atti della visita pastorale del vescovo comasco Feliciano Ninguarda. Dopo secoli di stasi, l'abitato ha conosciuto un rapido sviluppo edilizio ed economico con l'apertura della strada statale Valeriana.

## Monumenti e luoghi d'interesse

### La chiesa di Santa Margherita
La chiesa di Santa Margherita (più precisamente dei Santi Margherita e Carlo) venne edificata in quel luogo per sopperire alle esigenze spirituali dei fedeli di quell'area. La chiesa, di fattura rinascimentale rifatta nel Seicento, presenta al proprio interno una preziosa croce in lamina d'oro del XV secolo, oltre a sontuose decorazioni barocche in marmo che accompagnano la presenza della pala d'altare, costituita da una "Santa Margherita" del XVI secolo di autore ignoto. Altra caratteristica interessante è che il campanile della chiesa è in pendenza verso la valle.

### Cappelletta di San Bartolomeo
Posta lungo la strada che conduce a Cercino, la cappella campestre è dedicata a San Bartolomeo. All'interno si trova infatti un affresco datato al 1776 e restaurato nel 1994 raffigurante il martirio del santo.

### Aree naturali
Nel territorio di Piussogno è presente un castagno (Castanea sativa) incluso dal 2009 nell'elenco degli alberi monumentali della provincia di Sondrio.